# 2067
سنة 2067م هي سنة كبيسة تبدأ يوم الثلاثاء حسب التقويم الغريغوري.